# Paracloeodes minutus
Paracloeodes minutus är en dagsländeart som först beskrevs av Daggy 1945.  Paracloeodes minutus ingår i släktet Paracloeodes och familjen ådagsländor. Inga underarter finns listade i Catalogue of Life.